# محرك الساعة

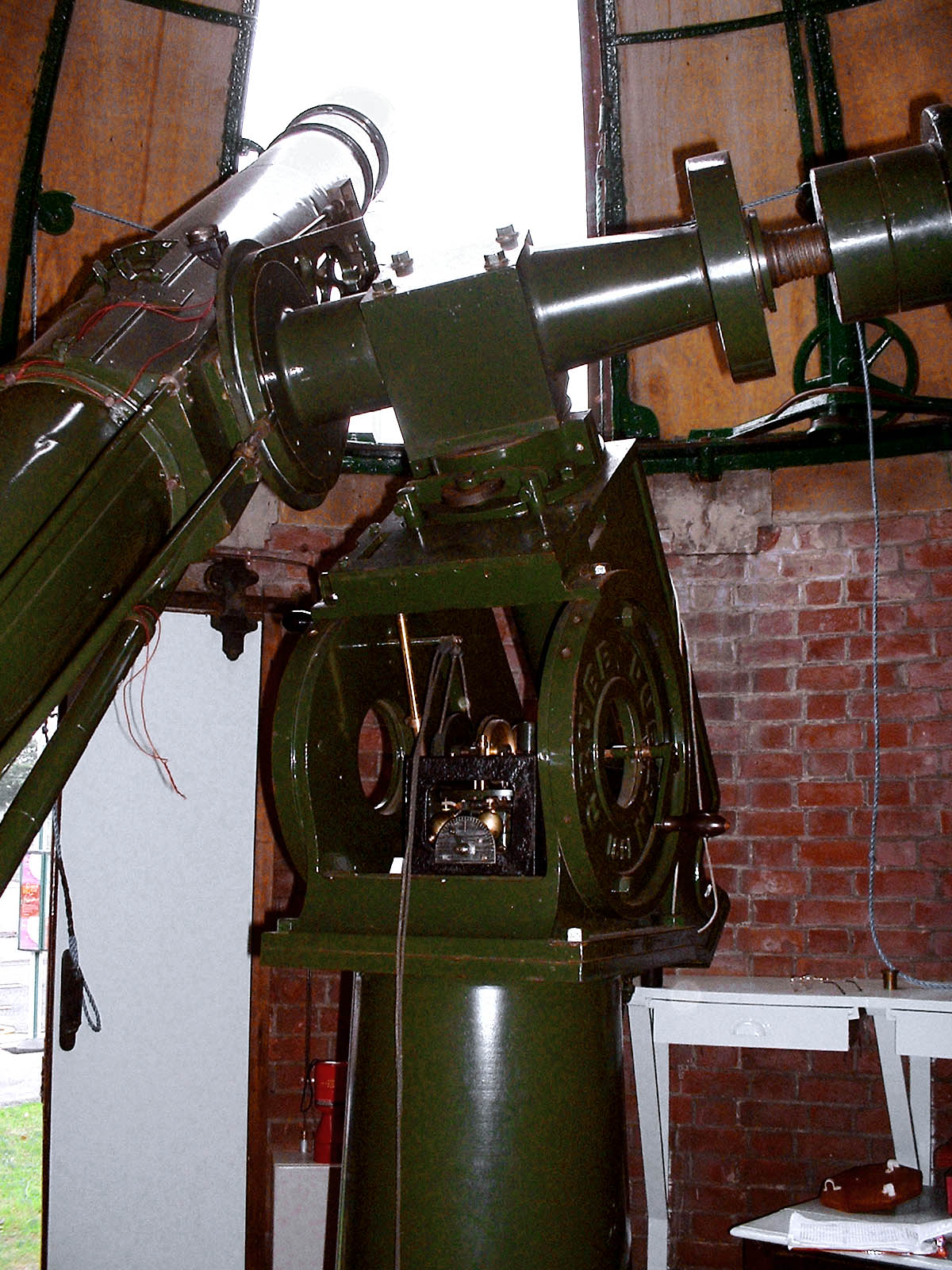
آلية محرك الساعة ركيزة لمحور أستوائي الماني لمقراب انكساري 8 بوصة في مرصد ألدرشوت.

محرك الساعة (تسير على مدار الساعة) (بالإنجليزية: Clock drive)‏ في علم الفلك، هو آلية تسيطر عليها المحركات المستخدمة لنقل تلسكوب محور إستوائي على طول محور واحد للحفاظ على الهدف في تزامن دقيق مع الحركة اليومية الظاهرة للنجوم الثابتة على القبة السماوية.

## نظرة عامة
تعمل محركات الساعة على تدوير المحور القطبي لتلسكوب محور استوائي، وهو محور مواز للمحور القطبي للأرض (ويطلق عليه أيضا محور المطلع المستقيم) في الاتجاه المعاكس لدوران الأرض دورة واحدة كل 23 ساعة و56 دقيقة (يوم فلكي)، وبالتالي إلغاء تلك الحركة. وهذا يسمح للمقراب بأن يبقى ثابت على نقطة معينة في السماء دون الحاجة إلى إعادة توجية باستمرار نحو الهدف بسبب دوران الأرض.